# آرورا ماردیگانیان
آرورا "آرشالویس" ماردیگانیان (ارمنی: Ավրորա  "Արշալոյս" Մարտիկանյան) (زاده ۱۲ ژانویه ۱۹۰۱ چمشگزک - درگذشته ۶ فوریه ۱۹۹۴ در لس آنجلس) مؤلف، هنرپیشه و یکی از بازماندگان نسل‌کشی ارمنی‌ها بود.
وی خاطرات خویش دربارهٔ نسل‌کشی ارمنی‌ها و مصائبی که بر خویش و خانواده‌اش پیش آمده بود در کتابی با عنوان «حراج جان‌ها» به چاپ رساند که بر اساس آن نیز فیلمی تهیه شد و وی در آن نقش آفرینی کرد.
آرورا، دختری از اهالی چمشگزک، از شهرهای ارمنی‌نشین ترکیه عثمانی بود که در کتابی تحت عنوان حراج جان‌ها یا «کتاب ارمنستان، سرزمین تسخیر شده»، شرح مفصل از اتفاقاتی را که در طی نسل‌کشی ارمنی‌ها از سر گذرانده‌است بازگو می‌کند.
آرورا در چهارده سالگی در حرمسراهای مقامات تُرک و مردان قبایل کُرد مورد آزار و اذیت قرار می‌گیرد و والدین، خواهر و سه برادرش، با بی رحمی در جلوی چشمانش کشته می‌شوند.
دو سال پس از این وقایع آرشالویس ماردیگانیان یا ژاندارک ارمنیان، لقبی که در ایالات متحدهٔ آمریکا به او دادند، در برابر تغییر مذهبش مقاومت کرد و از حرم‌سرای کمال افندی، ارباب تُرکش، گریخت.
در آغاز بهار ۱۹۱۷ پس از مدت‌ها سرگردانی به ارزروم، که قبلاً به اشغال نیروهای روسی درآمده بود، رسید. در ارزروم به مبلغان مذهبی آمریکایی پناه برد و از طریق کمیتهٔ آمریکایی امداد به ارمنیان و سوری‌ها به سن پترزبورگ و از آنجا به نیویورک منتقل و در آنجا ساکن شد.

## نگارخانه

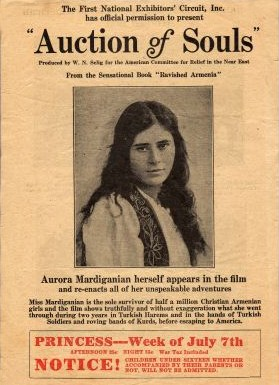